# Paweł Zygmunt (Eisschnellläufer)
Paweł Jan Zygmunt (* 15. Juli 1972 in Krosno) ist ein ehemaliger polnischer Eisschnellläufer.

## Werdegang
Zygmunt wurde zweimal polnischer Juniorenmeister im Kleinen Vierkampf und kam bei den Juniorenweltmeisterschaften 1990 in Obihiro auf den 15. Platz im Kleinen Vierkampf. In der Saison 1990/91 nahm er in Heerenveen erstmals am Eisschnelllauf-Weltcup teil, wobei er den 42. Platz über 1500 m errang und lief bei den Juniorenweltmeisterschaften 1991 in Calgary auf den 14. Platz im Kleinen Vierkampf. Im folgenden Jahr wurde er bei den Juniorenweltmeisterschaften in Warschau Fünfter im Kleinen Vierkampf. Nach Platz 40 über 1500 m und Rang 18 über 5000 m bei den Olympischen Winterspielen 1994 in Lillehammer, lief er in der Saison 1994/95 bei der Mehrkampfeuropameisterschaft 1995 in Heerenveen auf den 18. Platz im Großen Vierkampf und bei der Mehrkampfweltmeisterschaft 1995 in Baselga di Piné auf den 25. Platz im Großen Vierkampf. In der Saison 1995/96 belegte er bei der Mehrkampfweltmeisterschaft 1996 in Inzell den 20. Platz im Großen-Vierkampf, bei der Mehrkampfeuropameisterschaft 1996 in Heerenveen den neunten Rang im Großen Vierkampf und bei den Einzelstreckenweltmeisterschaften 1996 in Hamar den 22. Platz über 1000 m sowie den 13. Platz über 1500 m. Im folgenden Jahr errang er bei der Mehrkampfeuropameisterschaft 1997 in Heerenveen den 17. Platz im Großen Vierkampf.
In der Saison 1997/98 kam Zygmunt bei der Mehrkampfweltmeisterschaft 1998 in Heerenveen auf den 21. Platz im Großen Vierkampf und bei den Olympischen Winterspielen 1998 in Nagano auf den 34. Platz über 1500 m sowie auf den 18. Rang über 5000 m. In den folgenden Jahren lief er bei der Mehrkampfeuropameisterschaft 1999 in Heerenveen auf den 17. Platz im Großen Vierkampf, bei der Mehrkampfeuropameisterschaft 2000 in Hamar auf den 13. Rang im Großen Vierkampf, bei der Mehrkampfweltmeisterschaft 2000 in Milwaukee auf den 22. Platz im Großen Vierkampf und bei den Einzelstreckenweltmeisterschaften 2000 in Nagano auf den 15. Rang über 5000 m. Zudem errang er bei den Einzelstreckenweltmeisterschaften 2001 in Salt Lake City den 11. Platz über 10.000 m. In der Saison 2001/02 erreichte er in Den Haag mit dem dritten Platz über 10.000 m seine erste Podestplatzierung im Weltcup und zum Saisonende den fünften Platz in der Weltcupwertung über 5000/10.000 m. Bei der Mehrkampfeuropameisterschaft 2002 in Erfurt wurde er Neunter und bei der Mehrkampfweltmeisterschaft 2002 in Heerenveen Sechster im Großen Vierkampf. Beim Saisonhöhepunkt, den Olympischen Winterspielen 2002 in Salt Lake City, belegte er jeweils den 14. Platz über 5000 und 10.000 m.
In der folgenden Saison belegte Zygmunt mit fünf Top-Zehn-Platzierungen erneut den fünften Platz in der Weltcupwertung über 5000/10.000 m und bei der Mehrkampfeuropameisterschaft 2003 in Heerenveen den zehnten Platz sowie bei der Mehrkampfweltmeisterschaft 2003 in Göteborg den 11. Rang im Großen Vierkampf. Außerdem wurde er bei den Einzelstreckenweltmeisterschaften 2003 in Berlin Achter über 10.000 m und Vierter über 5000 m. Nach Platz 13 bei der Mehrkampfeuropameisterschaft 2004 in Heerenveen und Rang acht über 5000 m bei den Einzelstreckenweltmeisterschaften 2004 in Seoul, kam er in der Saison 2004/05 in Hamar sowie in Baselga di Piné mit jeweils den dritten Platz in der Teamverfolgung letztmals im Weltcup aufs Podest. Bei der Mehrkampfeuropameisterschaft 2005 in Heerenveen errang er den 13. Platz, bei der Mehrkampfweltmeisterschaft 2005 in Moskau den 21. Platz im Großen Vierkampf und bei den Einzelstreckenweltmeisterschaften 2005 in Inzell den zehnten Platz über 5000 m sowie den sechsten Platz in der Teamverfolgung. In der Saison 2005/06 absolvierte er in Heerenveen seinen letzten Weltcup, welchen er auf dem 15. Platz über 5000 m beendete und lief bei der Mehrkampfeuropameisterschaft 2006 in Hamar auf den zehnten Platz sowie bei der Mehrkampfweltmeisterschaft 2006 in Calgary auf den 19. Rang im Großen-Vierkampf. Beim Saisonhöhepunkt, den Olympischen Winterspielen 2006 in Turin, belegte er den 18. Platz über 5000 m.
Zygmunt wurde 12-mal polnischer Meister über 1500 m (1994–2004, 2006), zehnmal im Großen-Vierkampf (1994, 1996, 1998–2004, 2006), achtmal über 5000 m (1998, 2000–2006), viermal über 10.000 m (1998, 2000, 2004–2006), dreimal über 1000 m (1994, 1996, 1997) und zweimal im Sprint-Mehrkampf (1994, 1995).

## Erfolge

### Olympische Spiele
- 1994 Lillehammer: 18. Platz 5000 m, 40. Platz 1500 m
- 1998 Nagano: 18. Platz 5000 m, 34. Platz 1500 m
- 2002 Salt Lake City: 14. Platz 5000 m, 14. Platz 10.000 m
- 2006 Turin: 18. Platz 5000 m

### Einzelstreckenweltmeisterschaften
- 1996 Hamar: 13. Platz 1500 m, 22. Platz 1000 m
- 2000 Nagano: 15. Platz 5000 m
- 2001 Salt Lake City: 11. Platz 10.000 m
- 2003 Berlin: 4. Platz 5000 m, 8. Platz 10.000 m
- 2004 Seoul: 8. Platz 5000 m
- 2005 Inzell: 6. Platz Teamverfolgung, 10. Platz 5000 m

### Mehrkampfweltmeisterschaften
- 1995 Baselga di Piné: 25. Platz Großer Vierkampf
- 1996 Inzell: 20. Platz Großer Vierkampf
- 1998 Heerenveen: 21. Platz Großer Vierkampf
- 2000 Milwaukee: 22. Platz Großer Vierkampf
- 2002 Heerenveen: 6. Platz Großer Vierkampf
- 2003 Göteborg: 11. Platz Großer Vierkampf
- 2005 Moskau: 21. Platz Großer Vierkampf
- 2006 Calgary: 19. Platz Großer Vierkampf

### Europameisterschaften
- 1995 Heerenveen: 18. Platz Großer-Vierkampf
- 1996 Heerenveen: 9. Platz Großer-Vierkampf
- 1997 Heerenveen: 17. Platz Großer-Vierkampf
- 1999 Heerenveen: 17. Platz Großer-Vierkampf
- 2000 Hamar: 13. Platz Großer-Vierkampf
- 2002 Erfurt: 9. Platz Großer-Vierkampf
- 2003 Heerenveen: 10. Platz Großer-Vierkampf
- 2004 Heerenveen: 13. Platz Großer-Vierkampf
- 2005 Heerenveen: 13. Platz Großer-Vierkampf
- 2006 Hamar: 10. Platz Großer-Vierkampf

## Persönliche Bestzeiten
| Disziplin | Zeit         | Datum             | Ort            |
| --------- | ------------ | ----------------- | -------------- |
| 500 m     | 37,69 s      | 15. Januar 2006   | Hamar          |
| 1000 m    | 1:14,15 min  | 3. März 2006      | Calgary        |
| 1500 m    | 1:49,60 min  | 18. März 2006     | Calgary        |
| 3000 m    | 3:46,28 min  | 29. Januar 2002   | Calgary        |
| 5000 m    | 6:24,48 min  | 19. November 2005 | Salt Lake City |
| 10.000 m  | 13:19,73 min | 4. Dezember 2005  | Heerenveen     |